# Rollinia exsucca
Rollinia exsucca (DC.) A.DC. – gatunek rośliny z rodziny flaszowcowatych (Annonaceae Juss.). Występuje naturalnie w Peru, Kolumbii, Wenezueli, Gujanie, Surinamie, Gujanie Francuskiej, Boliwii oraz Brazylii (w stanach Amazonas, Amapá, Pará, Rondônia, Roraima, Ceará, Maranhão i Minas Gerais). 

## Morfologia
PokrójZimozielone drzewo dorastające do 5–20 m wysokości.
LiścieMają podłużnie eliptyczny kształt. Mierzą 8–20 cm długości oraz 3–8 cm szerokości.
OwoceSynkarpiczne, o kulistym kształcie. Osiągają 10–25 mm średnicy.

## Biologia i ekologia
Rośnie w wiecznie zielonych lasach oraz lasach podzwrotnikowych (częściowo zimozielonych). Występuje na wysokości do 900 m n.p.m.